# Second livre de madrigaux (Monteverdi)
Pour les articles homonymes, voir Deuxième livre de madrigaux.
Le second livre de madrigaux (titre original en italien, secondo libro dei Madrigali) est un recueil de vingt madrigaux à cinq voix (le premier en deux parties) composés par Claudio Monteverdi et publiés à Venise en 1590.
Les madrigaux sont composés sur des textes de poètes célèbres à l’époque, en particulier du Tasse, mais aussi sur des vers d’auteurs anonymes.

## Effectif vocal
Les madrigaux sont composés pour cinq voix, à savoir le canto qui correspond à la voix supérieure (souvent tenue dans les interprétations modernes par une soprano), la deuxième voix,  l'alto (mezzo-soprano, contralto, ou contre-ténor), ensuite le tenore (ténor), le basso (basse), et le quinto. Cette dernière partie n'équivaut pas à une tessiture précise, mais pouvait être chantée par une deuxième soprano, alto ou ténor selon les madrigaux. 
On désignait cette partie dans les traités musicaux du XVIe siècle sous la dénomination de vox vagans, signifiant « voix errante ».

## Les madrigaux
1. Non si levava ancor l’alba novella – 1e partie (Torquato Tasso) 
 E dicea l'una sospirando allora – 2e partie
2. Bevea fillide mia (Girolamo Casoni)
3. Dolcissimi legami (Torquato Tasso)
4. Non giacinti o narcisi (Girolamo Casoni)
5. Intorno a due vermiglie (anonyme)
6. Non sono in queste rive (Torquato Tasso)
7. Tutte le bocche belle (Filippo Alberti)
8. Donna nel mio ritorno (Torquato Tasso)
9. Quell'ombra esser vorrei (Girolamo Casoni)
10. S'andasse Amor a caccia (Torquato Tasso)
11. Mentre io miravo fiso (Torquato Tasso)
12. Se tu mi lassi, perfida (Torquato Tasso)
13. Ecco mormorar l'onde (Torquato Tasso)
14. La bocca onde l’asprissime parole (Enzo Bentivoglio)
15. Dolcemente dormiva la mia Clori (Torquato Tasso)
16. Crudel, perchè mi fuggi ?  (Giovanni Battista Guarini)
17. Questo specchio ti dono (Girolamo Casoni)
18. Non mi è grave il morire (Bartolomeo Gottifredi)
19. Ti spontò l'ali amor la donna mia (Filippo Alberti)
20. Cantai un tempo (Pietro Bembo)

## Partition
- Madrigali a cinque voci. Libro secondo, Venise 1590, imprimé par Angelo Gardano.
- Madrigali a cinque voci. Libro secondo. Di nuovo ristampato, Stampa del gardano, Venise 1615, imprimé par Riccardo Amadino.
- Malipiero, édition moderne : Tutte le opere di Claudio Monteverdi, ed. Universal, Vienne, 1927.

## Discographie
- Monteverdi : Il secondo libro dei madrigali. 1590, La Venexiana (Glossa GCD 920922, 2004)